# Nephrotoma atrostyla
Nephrotoma atrostyla is een tweevleugelige uit de familie langpootmuggen (Tipulidae). De soort komt voor in het Palearctisch gebied.